# Kiama Municipality
Koordinaten: 34° 39′ S, 150° 51′ O

Die Municipality of Kiama ist ein lokales Verwaltungsgebiet (LGA) im australischen Bundesstaat New South Wales. Das Gebiet ist 257,7 km² groß und hat etwa 23.000 Einwohner.
Kiama liegt im Osten des Staates an der Pazifikküste in der Region Illawarra etwa 115 km südlich der Metropole Sydney und 230 km nordöstlich der australischen Hauptstadt Canberra. Das Gebiet umfasst 25 Ortsteile und Ortschaften: Bombo, Carrington Falls, Curramore, Foxground, Gerringong, Gerroa, Jamberoo, Jerrara, Kiama, Kiama Downs, Kiama Heights, Knights Hill, Minnamurra, Rose Valley, Saddleback Mountain, Toolijooa, Werri Beach, Willow Vale und Teile von Barren Grounds, Brogers Creek, Broughton Village, Budderoo, Croom, Upper Kangaroo Valley und Yellow Rock. Der Sitz des Shire Councils befindet sich in der Küstenstadt Kiama, wo etwa 13.500 Einwohner leben.

## Verwaltung
Der Kiama Municipal Council hat neun Mitglieder, die von den Bewohnern der LGA gewählt werden. Kiama ist nicht in Bezirke untergliedert. Aus dem Kreis der Councillor rekrutiert sich auch der Mayor (Bürgermeister) des Councils.